# Fußball-Oberliga 1996/97
Die Saison 1996/97 der Oberliga war die dritte Saison der Oberliga als vierthöchste Spielklasse im Fußball in Deutschland nach Einführung der zunächst viergleisigen – später drei- und zweigleisigen – Regionalliga als dritthöchste Spielklasse zur Saison 1994/95.

## Oberligen
- Oberliga Baden-Württemberg 1996/97
- Bayernliga 1996/97
- Oberliga Hessen 1996/97
- Oberliga Nord 1996/97 in zwei Staffeln (Niedersachsen/Bremen und Hamburg/Schleswig-Holstein)
- Oberliga Nordost 1996/97 in zwei Staffeln (Nord und Süd)
- Oberliga Nordrhein 1996/97
- Oberliga Südwest 1996/97
- Oberliga Westfalen 1996/97

## Aufstieg zur Regionalliga

### Nord
Die Tabellenzweiten der Staffeln Niedersachsen/Bremen, SV Arminia Hannover, und Hamburg/Schleswig-Holstein, Heider SV, spielten nach Beendigung der Saison in zwei Spielen den dritten Aufsteiger in die Regionalliga Nord aus. Das Hinspiel in Hannover endete mit einem torlosen Remis, ehe die Hannoveraner das Rückspiel in Heide klar mit 4:0 gewannen und sich den Regionalliga-Aufstieg sicherten.
|                     | Gesamt |           | Hinspiel (1.6.) | Rückspiel (8.6.) |
| ------------------- | ------ | --------- | --------------- | ---------------- |
| SV Arminia Hannover | 4:0    | Heider SV | 0:0             | 4:0 (0:0)        |

### Nordost
Die Tabellenzweiten der Staffeln Nord, die Amateure von Hansa Rostock, und Süd, Dresdner SC, spielten nach Beendigung der Saison in zwei Spielen den dritten Aufsteiger in die Regionalliga Nordost aus. Das Hinspiel in Rostock endete mit einem knappen 1:0-Sieg für die Gastgeber, ebenso gewannen die Rostocker das Rückspiel in Dresden.
|                        | Gesamt |             | Hinspiel | Rückspiel |
| ---------------------- | ------ | ----------- | -------- | --------- |
| Hansa Rostock Amateure | 2:0    | Dresdner SC | 1:0      | 1:0       |

### Süd
Die Vizemeister der Oberligen Hessen, Kickers Offenbach, Baden-Württemberg, 1. FC Pforzheim, und der Bayernliga, FC Memmingen, spielten in zwei Runden im K.-o.-Modus einen weiteren Aufsteiger in die Regionalliga Süd aus. Der FC Memmingen erhielt für die erste Runde ein Freilos.
In der ersten Runde setzte sich Kickers Offenbach auf neutralem Platz im Mannheimer Rhein-Neckar-Stadion gegen den 1. FC Pforzheim im Elfmeterschießen durch und erreichte die zweite Runde.
|                 | Ergebnis (30.5.)      |                   |
| --------------- | --------------------- | ----------------- |
| 1. FC Pforzheim | 2:2 n. V. (1:2 n. E.) | Kickers Offenbach |

Das Spiel der zweiten Runde zwischen Memmingen und Offenbach fand ebenfalls auf neutralem Platz im Mannheimer Rhein-Neckar-Stadion statt. Aufgrund des kompletten Ausfalls der Flutlichtanlage in der 89. Spielminute beim Stand von 3:2 für den FC Memmingen wurde die Begegnung nach 40-minütiger Unterbrechung auf Drängen der Polizei abgebrochen.
|                   | Ergebnis (6.6.)     |              |
| ----------------- | ------------------- | ------------ |
| Kickers Offenbach | 2:3 (0:2) (Abbruch) | FC Memmingen |

Da das Abbruchspiel nicht ordnungsgemäß vom Schiedsrichter beendet worden war, wurde vier Tage später ein Wiederholungsspiel angesetzt, das im Stuttgarter Gottlieb-Daimler-Stadion stattfand. Offenbach siegte mit 2:0 und stieg in die Regionalliga auf.
|                   | Ergebnis (10.6.) |              |
| ----------------- | ---------------- | ------------ |
| Kickers Offenbach | 2:0 (0:0)        | FC Memmingen |